# Z80

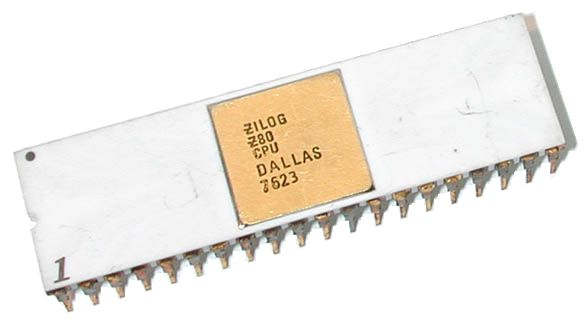
Microprocesorul Z80

Z80 este un microprocesor pe 8 biți produs de firma Zilog începând cu anul 1976. Dispune de o magistrală de adrese pe 16 biți, capabilă să adreseze 64k de memorie. Este compatibil cu procesorul Intel 8080, având în plus 80 de noi instrucțiuni, 2 regiștri index dubli și instrucțiuni de întrerupere.

## Descriere

Pinout-ul şi dimensiunile fizice ale procesorului Z80

Z80 dispune de 40 de pini. Frecvența de tact este de 2,5MHz, aceasta crescând la variantele ulterioare Z80A (4MHz), Z80B (6MHz), Z80H (8MHz) și altele, până la 20-25MHz. Dispune de următorii regiștri de 8/16 biți:
A - Acumulator

A' - Acumulator alternativ

BC, DE, HL - regiștri generali

B'C', D'E', H'L' - regiștri generali alternativi

F - registrul indicatorilor de condiție (flaguri)

F' - registrul indicatorilor de condiție alternativ

IX, IY - regiștri index

I - vectorul de întreruperi

R - registrul de refresh al memoriei

SP - registrul de stivă

PC - contorul program

Setul de instrucțiuni cuprinde 158 instrucțiuni de încărcare pe 8 și 16 biți, interschimb, transfer de blocuri de date, căutare, operațiuni aritmetice și logice, rotire și shiftare, instrucțiuni pe bit, salturi, apeluri de subrutine, intrare/ieșire. Pe lângă setul oficial există și instrucțiuni „ascunse”.

## Versiuni ale Z80

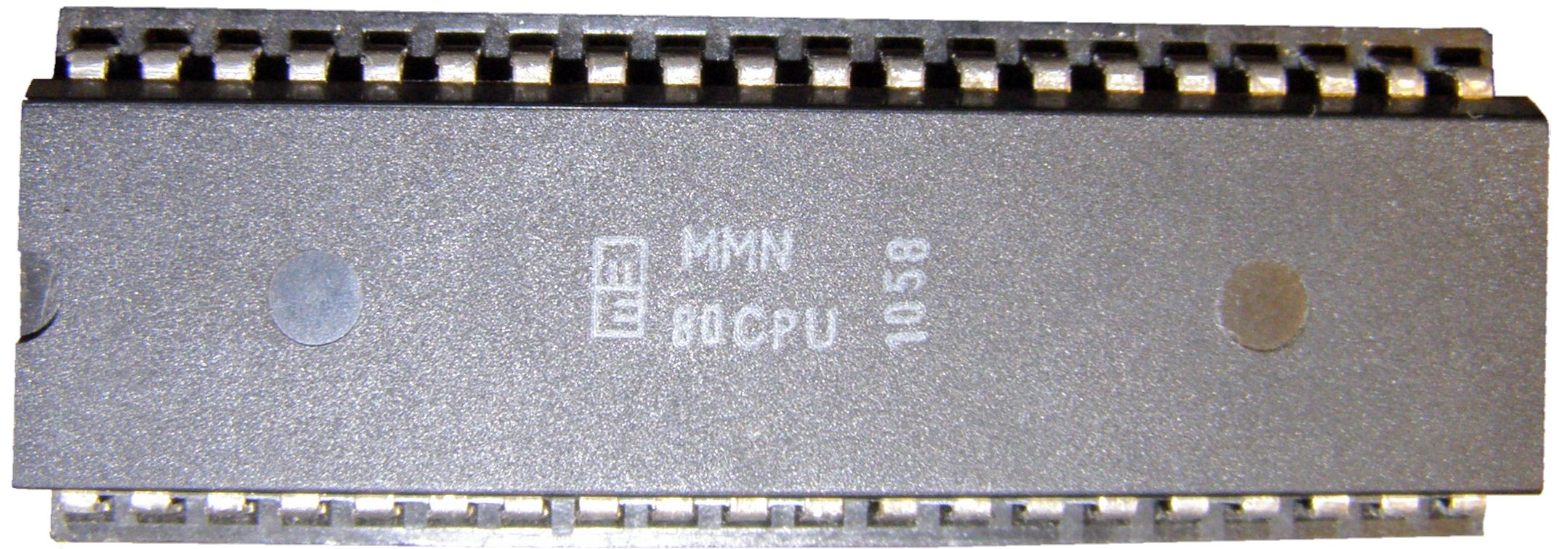
Microprocesorul MMN80CPU

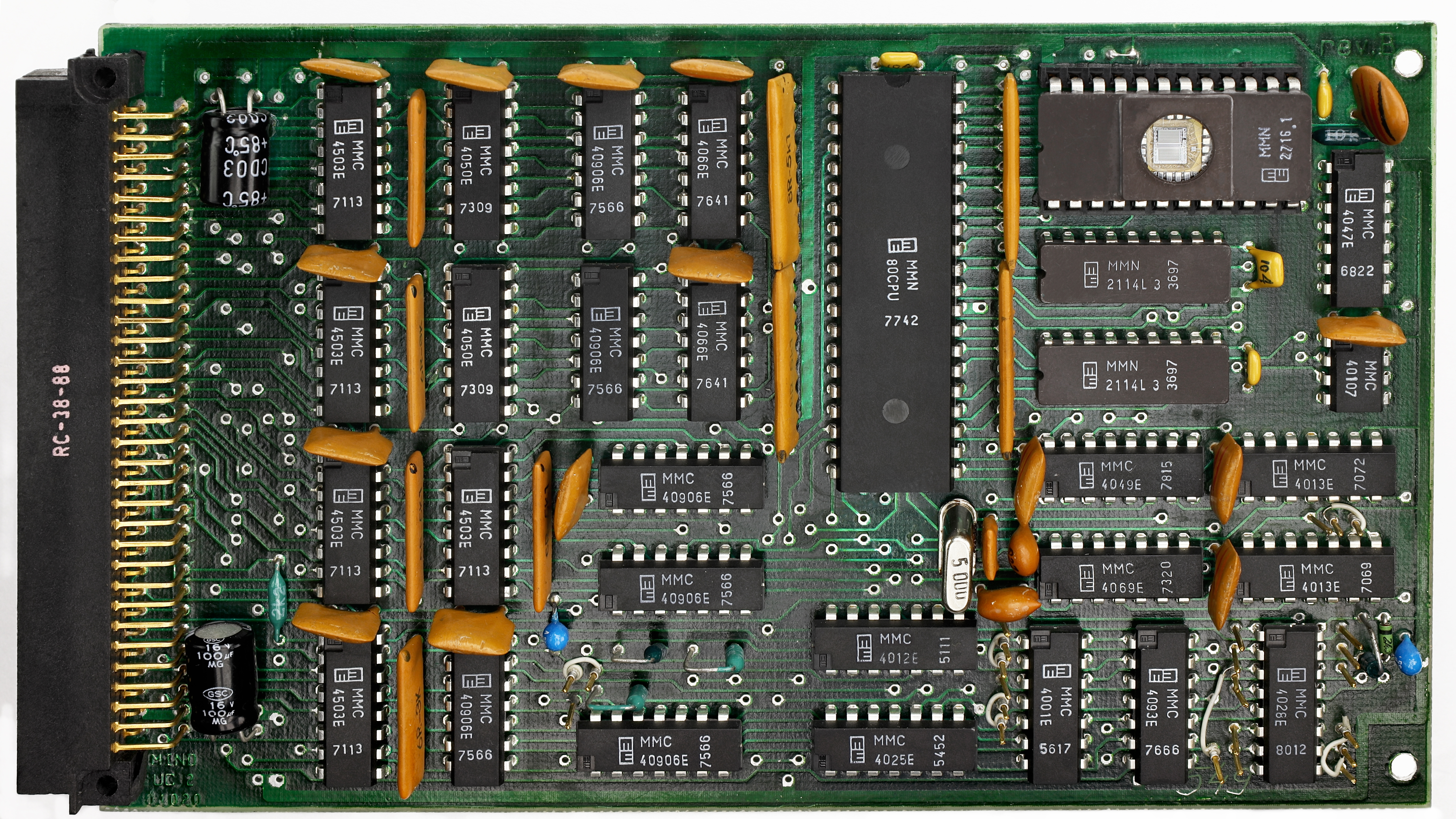
Microcalculator realizat cu microprocesorul MMN80CPU pe o placă Eurocard 3U (100 mm x 160 mm)

Z80 a fost produs și de multe alte firme, printre care și MicroElectronica București, sub numele de MMN80CPU. A fost unul din cele mai populare microprocesoare din anii 70'-80', fiind folosit în calculatoarele Sinclair ZX80, ZX81 și ZX Spectrum, Amstrad CPC și Amstrad PCW, HC, AMIC, CoBra și altele.